# Erythroxylum rotundifolium
Erythroxylum rotundifolium là một loài thực vật có hoa trong họ Erythroxylaceae. Loài này được Lunan mô tả khoa học đầu tiên năm 1814.